# 蘇加沙達薩體育場
蘇加沙達薩體育場是一座位於斯里蘭卡可倫坡的綜合體育場。可容納25000人。2001年南亞運動會和2006年南亞運動會都於此舉行。2010年亞足聯挑戰盃的大部分賽事也於此舉行。